# Baqytjan Saǵyntaev
Baqytjan Ábdiruly Saǵyntaev (in kazako Бақытжан Әбдірұлы Сағынтаев/Baqıtjan Äbdirulı Sağıntayev?; Usharal, 13 ottobre 1963) è un politico kazako, dal 1º marzo 2019 è Segretario di Stato della Repubblica del Kazakistan.